# Нортгаз
«Нортга́з» — российская газодобывающая компания. Полное наименование — Закрытое акционерное общество «Нортгаз». Офис расположен в городе Новый Уренгой.
Генеральный директор Вячеслав Леонидович Крамаровский .

## История
«Нортгаз» создан в 1993 году для разработки части Северо-Уренгойского месторождения с запасами 332,7 млрд м³ газа, 52,4 млн т конденсата. Промышленная эксплуатация месторождения начата в 2001 году. Изначально 51 % «Нортгаза» принадлежали «Уренгойгазпрому», но в начале 2000-х годов его доля снизилась до 0,5 % в пользу структур, дружественных предпринимателю Фархаду Ахмедову, который возглавил «Нортгаз». Несколько лет «Газпром» пытался вернуть контроль над «Нортгазом» через суд.
В июне 2005 года «Газпром» и Фархад Ахмедов пошли на мировую. «Уренгойгазпром» безвозмездно получил 51 % акций «Нортгаза», а 49 % осталось у кипрской R.E.D.I. Holding (её бенефициар — Фархад Ахмедов), и они имеют равное право управлять компанией. По условиям мировой, если один из партнеров нарушит их, второй имеет право продать ему свою долю по рыночной цене. Осенью 2005 года R.E.D.I. уведомила монополию о намерении воспользоваться опционом.

## Собственники и руководство
По данным на октябрь 2012 года, 51 % акций компании принадлежал ОАО «Газпром», а ещё 49 % — предпринимателю Фархаду Ахмедову.
В начале ноября 2012 года было объявлено о том, что Фархад Ахмедов договорился о продаже своей доли в «Нортгазе» другому российскому независимому производителю газа — компании «Новатэк». Предполагалось, что сделка, сумма которой составит $1,375 млрд, должна быть закрыта до конца 2012 года.

## Деятельность
По оценке компании DeGolyer and MacNaughton, объём геологических запасов месторождения, осваиваемого Нортгазом, на 30 июня 2004 года составил: газа — 353,08 млрд м³, конденсата — 62,16 млн т, нефти — 12,56 млн т. Газовые промыслы «Нортгаза» являются одними из наиболее современных в России по уровню технического оснащения.
В 2004 году «Нортгаз» добыл 5 млрд м³ газа, его выручка по US GAAP составила $146,9 млн, чистая прибыль — $10,5 млн.
В I квартале 2016 года,«Нортгаз» получил убыток 229 млн руб. против прибыли 1,021 млрд руб. годом ранее.